# Isopterygium rhynchostegiocarpum
Isopterygium rhynchostegiocarpum là một loài Rêu trong họ Hypnaceae. Loài này được (Broth. & Paris) P. Syd. mô tả khoa học đầu tiên năm 1909.